# Maria van Bohemen
Maria van Bohemen (circa 1124/1125 - circa 1172) was markgravin-gemalin van Oostenrijk en hertogin van Beieren en daarna markgravin van Baden en Verona. 

## Levensloop
Ze was de enige dochter van hertog Soběslav I van Bohemen en Adelheid van Kroatië. Op 28 september 1138 huwde ze als tiener met de bijna twintig jaar oudere hertog Leopold IV van Oostenrijk, die ook hertog van Beieren was. In 1141 overleed Leopold onverwacht en het huwelijk was kinderloos gebleven. Haar schoonbroer Hendrik II werd de nieuwe markgraaf van Oostenrijk en hertog van Beieren.
In 1142 hertrouwde ze met hertog Herman III van Baden, die vanaf 1130 markgraaf van Baden was. Ze was ook Hermans tweede vrouw. Nadat Herman in 1151 markgraaf van Verona werd, kreeg Maria ook de titel markgravin van Verona. Met Herman kreeg ze een dochter:
- Gertrude (gestorven in 1225), die in 1180 huwde met Albrecht II van Dagsburg

In januari 1160 overleed haar tweede echtgenoot. Het is niet bekend hoe Maria's verdere leven verliep, maar waarschijnlijk stierf ze rond het jaar 1172. Ze werd begraven in het Augustiner-Koorherenstift in Backnang.